# Comparettia latipetala
Comparettia latipetala là một loài thực vật có hoa trong họ Lan. Loài này được (C.Schweinf.) M.W.Chase & N.H.Williams mô tả khoa học đầu tiên năm 2008.